# Ерастівський фаховий коледж імені Е. К. Бродського
Ерастівський коледж імені Е. К. Бродського Дніпропетровського державного аграрного університету — державний вищий навчальний заклад І рівня акредитації, який є структурним підрозділом Дніпропетровського державного аграрного університету та підпорядкований Міністерству освіти і науки України. Навчальний заклад випускає молодших спеціалістів за спеціальностей «Організація виробництва», «Організація і технологія ведення фермерського господарства» та «Виробництво і переробка продукції рослинництва».

## Історія
Ерастівський коледж імені Е. К. Бродського заснований 7 листопада 1899 року дійсним статським радником, «ватажком дворянства» Верхньодніпровського повіту, землевласником Ерастом Костянтиновичем Бродським як Верхньодніпровська нижча сільськогосподарська школа І розряду «Росія» для підготовки сільськогосподарських старост для роботи помічниками дільничних агрономів з терміном навчання три роки.
У 1911 році згідно клопотання опікуна, сільськогосподарська школа Указом російського імператора Миколи II від 11 травня 1911 року була реформована у Верхньодніпровське середнє училище землеробства Катеринославського губернського земства  для підготовки агрономів з терміном навчання 6 років. У 1915 році закладу присвоєно ім'я засновника Е. К. Бродського, який був його опікуном до кінця 1918 року. Училище мало навчальне господарство «Новий Хутір». Протягом 1899–1918 років навчальним закладом було підготовлено 490 спеціалістів. Протягом 1919–1921 років при училищі діяла Верхньодніпровська агрономічна профшкола та робітничий факультет, який надавав сільським дітям загальну середню освіту. Починаючи від 1920 року заклад працював як вищий навчальний заклад з підготовки спеціалістів вищої кваліфікації.
1923 року училище реорганізовано в Ерастівський технікум, у 1930—1931 роках — Криворізький сільськогосподарський інститут зернових культур, який згодом було переведено до Одеси. Одночасно при інституті працювала вища школа керівних кадрів колгоспів. У 1931—1935 роках — радгосп-технікум «Зоря комунізму». У 1935 році технікуму присвоєно ім'я російського радянського державного і політичного діяча С. М. Кірова. Протягом вересня 1941 — жовтня 1943 року технікум, як навчальний заклад, не діяв, а в навчальному корпусі містився спочатку німецький, а потім радянський військові шпиталі. Далі технікум відновив свою роботу і готував агрономів-рільників, техніків-механіків, агрономів зі захисту рослин, агрономів-плодоовочівників, технологів сільськогосподарського виробництва, агромеліораторів.
У 1985 році для технікуму збудований новий гуртожиток. У 1988 році технікум реорганізовано в радгосп-технікум, його сільськогосподарські угіддя збільшено до 1000 га. 1998 року, напередодні 100-літнього ювілею, радгосп-технікум реорганізовано в Ерастівський державний аграрний технікум з повторним присвоєнням імені Ераста Костянтиновича Бродського. Від червня 2003 року, згідно з наказом № 162 Міністерства аграрної політики України, технікум став структурним підрозділом Дніпропетровського державного аграрного університету.
У січні 2009 року за рішенням ученої ради Дніпропетровського державного аграрного університету та підтримки Мінагрополітики навчальний заклад отримав статус коледжу. Введено спеціалізації з напряму «агрономія», «технологія і економіка аграрного виробництва», «технологія і механізація аграрного виробництва», «насінництво польових культур».
За всю історію свого існування навчальний заклад підготував близько 14000 фахівців. Навчальний заклад має численні нагороди та відзнаки. У 2010 році коледж нагороджено дипломом «Флагман освіти і науки України» та Дипломом і Грамотою Національної академії аграрних наук України.
Нині у навчальному закладі навчається 420 студентів за денною та заочною формами навчання. Навчально-методична база коледжу включає три навчально-лабораторних корпуси, спортивний комплекс (стадіон; спортзал; спортивні зали: зал для спортивних ігор; зали для атлетичної та ритмічної гімнастики; гімнастичний зал; тенісний зал), п'ятиповерховий гуртожиток на 350 ліжкомісць, їдальню на 120 посадкових місць, бібліотеку з книжковим фондом близько 45 тисяч примірників, читальну залу на 60 місць, віварій, колекційно-дослідне поле.
У 2012 році Вченою Радою ДДАУ на посаду директора технікуму призначено викладача вищої категорії Соколик Наталію Іванівну.
У жовтні 2019 року на базі коледжу була проведена обласна рада директорів. В цей день у коледжі була відкрита меморіальна таблиця та музей першому директору Верхньодніпровської нижчої сільськогосподарської школи, члену Української Центральної ради Тушкану Павлу Федоровичу.

## Директори
Свого часу навчальний заклад очолювали:
- 1899—1918 — Тушкан Павло Федорович;
- Поляков Я. М.;
- Сарайлов Ю. Г.;
- Плітко П. В.;
- Попов Д.П. ;
- Хоменко І. Т.;
- Круть М. Ю.;
- Плюснін Ф. К.;
- Кікош І. А.;
- Кошман В. Ю.;
- Бугай П. Г.;
- Литвиненко А. Ю.;
- Король В. П.;
- Джміль В. К.;
- від 2012 — Соколик Наталія Іванівна.

## Видатні випускники
За період свого існування навчальний заклад підготував близько 14 тис. спеціалістів. Серед його видатних випускників:
- Борисенко Петро Васильович — передовик радянського сільського господарства, головний агроном колгоспів імені Сталіна та імені XXII з'їзду КПРС села Маслівка Миронівського району Київської області (1948—1988), Заслужений агроном Української РСР, Герой Соціалістичної Праці.
- Забалуєв Віктор Олексійович (нар. 1956) — український науковець-агроном, ґрунтознавець. Доктор сільськогосподарських наук, професор[3].
- Зінченко Олександр Іванович — академік Академії наук вищої школи України, професор.
- Лихацький Віталій Іванович (нар. 1939) — фахівець у галузі овочівництва. Доктор сільськогосподарських наук, професор Уманського національного університету садівництва[4]
- Мороз П. І. — український науковець, Доктор сільськогосподарських наук, професор, академік Академій наук: Вищої школи України, Української екологічної АН, Академії інженерних наук України, лісівничої АН України та Міжнародної Слов'янської АН.
- Чепурко Володимир Володимирович (нар. 1958) — голова П'ятихатської районної державної адміністрації Дніпропетровської області (до 2014 року).
- Шевелуха Віктор Степанович — російський науковець, письменник, журналіст. Дійсний член Всесоюзної академії сільськогосподарських наук, Заслужений діяч науки і техніки РФ, доктор біологічних наук, професор.
- Шевченко Микола Акакійович — голова П'ятихатського райкому профспілки працівників АПК.
- Шмалько О. М. — Заслужений вчитель України.

## Спеціальності
Ерастівський фаховий коледж імені Е. К. Бродського здійснює підготовку молодших фахових бакалаврів на денній та заочній формах навчання на базі 9 та 11 класів за наступними спеціальностями:
- Агрономія-—куратори (денна форма навчання);
- Менеджмент-куратори (денна та заочна форми навчання);
- Агрономія (заочна форма навчання).